# マカーム
マカーム（maqām, مقام。複数形はマカーマート maqāmāt）はアラビア語で「留まるところ」を意味し、「場所」「壇」「地位」などの意味で使われる普通名詞だが、中近東の音楽では特に音楽理論用語として使われ、「旋法の体系、システム」を意味する語である。

## 音楽理論用語としてのマカーム

ラースト

音楽理論用語としてのマカームは、「旋法の体系、システム」といったようなものである。「アラブ音楽の『音階』」と説明されることも多い。旋律や音楽様式、楽曲体系そのものを指すときもある。マカームは、旋律型の集合体、旋律の型・パターンの集まりでもある。「音階と旋律のめぐり方を併せ持ったもの」とも言える。同じ音程構造、つまり同じ音階型を共有するマカームもある。その時は旋律のめぐり方や雰囲気などによって区別される。そして、通常2つ以上のジンス（جنس jins,複数形はアジュナース,ajnās اجناس 古代ギリシア語のγένος [genos,ゲノス]より。「種類」の意）と呼ばれる「テトラコルド程度の範囲の音域の旋律の単位、旋律の種」によって構成されている。マカームを西洋音楽の音階と比べると、中立音程（3/4音など)の使用が特徴的である。
代表的なマカームはラースト。半音ではなく、4分の1音下げる記号をここで仮にとすると、だいたい次のような「音階」である、と描写されることが多い。
C,D,E,F,G,A,B
Eの音はEフラットよりは高いがEナチュラルよりは低い音となる。どの程度になるかは時代・地域・楽派などによって違うが、たとえばEは音程比27:22(約354.547セント)となる。 

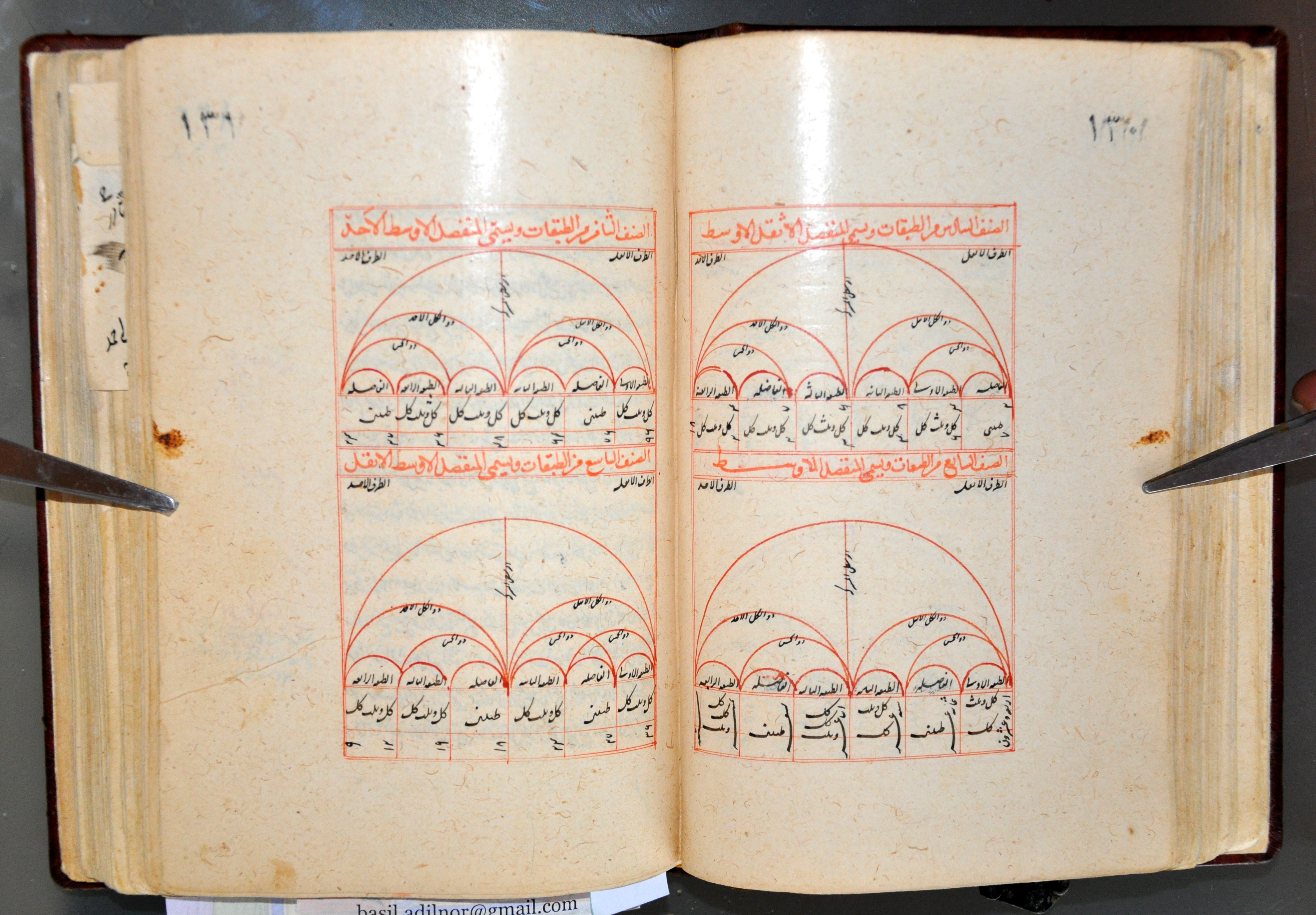
ウルマウィーの音楽理論書のひとつ Risāla al-Sharafiyya

マカームの理論付けにおいて重要な役割を果たした人物としてイスハーク・アルマウスィリー（アッバース朝期の音楽家）、キンディー（9世紀、イスラム哲学の創始者としても有名）、ファーラービー（10世紀、哲学者として有名、キターブ・アルムースィーカー・アルカビール Kitāb al-mūsīqá al-kabīr كتاب الموسيقى الكبير「音楽の大書、音楽大全」の著者）、イブン・スィーナー（哲学者。「治癒の書」キターブ・アルシファ Kitāb al-Shifā' には音楽理論に関する章がある）、サフィー・アッ・ディーン・ウルマウィー（Ṣafī al-Dīn al-Urmawī、1216年頃現イラン西部のウルミア生まれ-1294年没、13世紀の神秘主義者。アッバース朝最後のカリフ・ムスタアスィムに仕え、キターブ・アルアドワール Kitāb al-Adwār كتاب الأدوار「旋法の書」の著者）などが挙げられる。またアブドゥッラフマーン・ジャーミーも簡潔にまとめた論文を残している。（純粋の音楽家ではないのは、当時のイスラム知識人は万事に興味を持ち、手を出すのが普通だったから）。またキンディーらの理論は古代ギリシアの音楽理論著作の流れを受け継いでいると言える内容で、その意味ではマカームの理論にはアリストクセノス、アルキュタス、プトレマイオス、ピタゴラスなどが関わっているとも言える（マカームが1オクターブを越え、2オクターブに渡って定義されているのは古代ギリシアの音階論と関係がある）。
トルコのマカームmakam、イランのアーヴァーズ、ダストガーフ、アゼルバイジャンのムガーム、ウズベキスタンのマコーム（マカーム）、中国・新疆ウイグル自治区のムカム（マカム、マカーム）、モーリタニアのブハールも、アラブ音楽のマカームと同様のものである。
他の音楽文化圏では、西洋古典音楽における「旋法」、インド古典音楽における「ラーガ」、中部ジャワ伝統音楽におけるパトゥッ（パテット）、日本の雅楽における「調」である。
以下に、各種のマカームについて例を挙げるが、マカームの説明は参考とした資料によって違いが大きく、ここでは表記に一体性が取れないことを注記する。
出発音マブダア（開始音）、開始音アーガーズ、終止音カラール（決定音）、強調音ガンマーズ（支配音）、中間停止音マルカズ、副終止音ザヒール（ダヒールとも）などの機能音が定義される。

## 各地のマカーム

### アラブのマカーム
古典音楽のマカームの伝統は、大きくマシュリク （東アラブ古典音楽）とマグリブ （西アラブ古典音楽、アラブ・アンダルース音楽、ヌーバ・マアルーフ、マアルーフ）の伝統に分かれる。

#### アラブのジンス
ジンス（旋律の種）とは、上述のようにマカームの構成要素である。マカームはいくつかのジンスから組み立てられており、ジンスは3つの音、4つの音あるいは5つの音からできている。ここでは、1/4フラット（半音ではなく1/4音さげる）をqと表記する（なお、このqという表記は一般的ではないのに注意。よく使われるのは、フラット記号の縦の線、棒の部分に左上から右下へ向かう斜めの線を付け加えたものである）。
- アウジュ・アーラー - Bq,C,D#,EqあるいはBq,C,D#,E
- アジャムعجم（アラビア語で「ペルシア人」の意） - Bb,C,D。
- ウッシャーク - A,B,C,DまたはA,B,C,D,E　Aからはじまるナハーワンド。ナハーワンド、ブサーリクはほぼ同じものを指す。
- ザーウィール - ラーストの変化形。C,D,Eq,F#,G
- サーズカール - ラーストの変化形。C,D#,Eq,F,G
- サバー - D,Eq,F,GbまたはD,Eq,F,Gb,A
- シパール - F,G#,A,Bb,C。
- スィカーフ（ペルシア語の「セガーフ」） - Eq,F,G
- ジハールカーフ（ペルシア語の「チャハールガーフ」） - F,G,A,BbまたはF,G,A,Bb,C
- クルディー（「クルド人」） - D,Eb,F,GまたはD,Eb,F,G,A。
- ナウアシュル・・・C,D,Eb,F#,G。ナグリーズと同じ
- ナグリーズ・・・C,D,Eb,F#,G。ヒサールはほぼ同じものを指す
- ナジュディー・・・F,G,A,Bq,C
- ナハーワンド（ニハーワンドとも。地名ニハーヴァンドに由来） - C,D,Eb,FまたはC,D,Eb,F,G　ブサーリク、ウッシャークはほぼ同じものを指す。
- バハルシューラク - C,E,F。
- バヤーティーبياتي - D,Eq,F,GまたはD,Eq,F,G,A
- ヒサール - D,E,F,G#,A。Dからはじまるナグリーズ。
- ヒジャーズ（ヒジャーズィーとも。地名ヒジャーズに由来） - D,Eb,F#,GまたはD,Eb,F#,G,A
- ブサーリク - D,E,F,GまたはD,E,F,G,A　Dからはじまるナハーワンド。
- マーフール - C,D,E,F,G　ジハールカーフとほぼ同じ。
- ムスタアール - Eq,F#,G　シカーフの変化形。
- ラースト - C,D,Eq,FまたはC,D,Eq,F,G
- ラクブ - D,Eq,F,Gq,A

| アジャム (عجم) トリコルド, B♭から始まる       | バヤーティーBayati (بياتي) テトラコルド, Dから始まる  | ヒジャーズHijaz (حجاز) テトラコルド, Dから始まる   |
| クルドKurd (كرد) テトラコルド, Dから始まる    | ナハワンドNahawand (نهاوند) テトラコルド, Cから始まる | ニクリーズNikriz (نكريز) ペンタコルド, Cから始まる |
| ラーストRast (راست) テトラコルド, Cから始まる | サバーSaba (صبا) テトラコルド, Dから始まる            | スィカSikah (سيكاه) トリコルド, Eqから始まる       |

#### 東アラブ古典音楽で使われるマカーム
ここでは、1/4フラット（半音ではなく1/4音さげる）をq、1/4シャープ（半音ではなく1/4音あげる）を+と表記する。
主音（メロディ・曲・旋律の最後の音、終わりの音）が非常に重要であり、演奏家は絶対にこれを間違えてはいけない。これを間違えると違うマカームになってしまう。また、主音からはじまる第1ジンス（最初のジンス）も重要で、この第1ジンスが大体の場合そのマカームの肝である。
- ヤガーフ
  - ヤガーフ（イェカー） - ペルシャ語で「第1度」の意。
「音階」風に説明すると、G,A,Bq,C,D,E,F+,G。
(G,A,Bq,C;ラースト)+(D,E,F#,G;チャハールガーフ),(D,E,F+,G;ラースト)+(G,A,Bq,C;ラースト)+(D,Eb,F#,G;ヒジャーズィー)/(G,F,Eq,D;バヤーティー)+(C,Bb,A,G;ブーサーリク)+(G,F,Eq,D,C;ラースト),(G,F,Eq,D;バヤーティー)+(C,Bq,A,G;ラースト)
  - シャット・アラバーン（シュドアラバーン）
「音階」風に説明すると、G,Ab,B,C,D,Eb,F#,G。(G,Ab,B,C,D)+(D,Eb,F#,G)。ジンス構成はヒジャーズ+ヒジャーズ。出発音をGに変えたマカーム・ヒジャーズカールの移調形。
  - ラーバット・ファザー
  - ディルカスィーダー
  - ファラハ・ファザー
「音階」風に説明すると、G,A,Bb,C,D,Eb,F,G。(G,A,Bb,C,D)+(D,Eb,F,G)。ジンス構成はニハーワンド+クルディー。出発音をGに変えたマカーム・ニハーワンドの移調形とも説明される。ただ、ニハーワンドと違ってアジャムのトリコルド(Bb,C,D)が旋律の中に現れてくるなどの特徴をもつため単にニハーワンドの移調形とは言えない。違うマカームである。(G,A,Bb,C;ニハーワンド)+(Bb,C,D;アジャム)+(D,Eb,F,G;クルディー)
  - スルターニー・ヤガーフ（スルターニー・イェカー）
「音階」風に説明すると、G,A,Bb,C,D,Eb,F#,G。(G,A,Bb,C)+(D,Eb,F#,G)。ジンス構成はニハーワンド+ヒジャーズ。出発音をGに変えたマカーム・ニハーワンドの移調形。
- フサイニー・ウシャイラーン（ホセイニー・アシラーン）
  - フサイニー・ウシャイラーン
「音階」風に説明すると、A,Bq,C,D,Eq,F,G,A。(A,Bq,C,D)+(D,Eq,F,G,A)?
  - バヤーティー・ウシャイラーン
  - ヒジャージー・ウシャイラーン
「音階」風に説明すると、A,Bq,C,D,Eb,F#,G,A。(A,Bq,C,D)+(D,Eb,F#,G,A)？
  - ブサーリク・ウシャイラーン
  - シャウキ・タラブ
  - ニフフト
  - スージディル
「音階」風に説明すると、A,Bb,C#,D,E,F,G#,A。(A,Bb,C#,D)+(D,E,F,G#,A)。
また(A,Bb,C#,D,E)+(E,F,G#,A)で、出発音をAに変えたマカーム・ヒジャーズカールの移調形とも言う。
- アジャム・ウシャイラーン
  - アジャム・ウシャイラーン（アージャーム・アシーラーン）
「音階」風に説明すると、Bb,C,D,Eb,F,G,A,Bb
  - タルズ・ジャディード - 「新タルズ」
  - シャウキ・アフザー（シュークアフザ）
「音階」風に説明すると、Bb,C,D,Eb,F,Gb,A,Bb
  - シャウキ・アーウィル
- イラク
  - イラーク（アラク） 
「音階」風に説明すると、Bq,C,D,Eq,F,G,A,Bq。(Bq,C,D)+(D,Eq,F,G)+(G,A,Bq)。
(Bq,C,D;スィガーフ on Bq)+(D,Eq,F,G;バヤーティー on D)+(G,A,Bq,C,D;ラースト on G),(Bq,C,D;スィガーフ on Bq)+(D,Eq,F,G,A;バヤーティー on D),(Eq,F,G,A,Bq;スィガーフ on Eq)/(Bq,A,G,F,Eq;スィガーフ on Eq)+(D,C,Bb,A,G;ブーサーリク on G)+(G,F,Eq,D;バヤーティー on D)+(D,C,Bq;スィガーフ on Bq)
イラークという名前はサフィー・アッディーンの論文にも現れる。
Bqに移調されたマカーム・スィカーフとも
  - アウジュ
  - ファラハナーク
「音階」風に説明すると、Bq,C,D,E,F#,G,A,Bq。(Bq,C,D)+(D,E,F#,G)+(G,A,Bq)。
  - ディルカシュ・ハーウラーン
  - バスター・イスファハーン
  - ラーバット・アルアルワー（ラーハット・アルワ）
「音階」風に説明すると、Bq,C,D,Eb,F#,G,A,Bq。(Bq,C,D)+(D,Eb,F#,G)+(G,A,Bq)。
(Bq,C,D;スィガーフ on Bq)+(D,Eb,F#,G;ヒジャーズィー on D)+(G,A,Bq,C,D;ラースト on G)+(D,Eb,F#,G,A;ヒジャーズィー on D)/(A,G,F#,Eb,D;ヒジャーズィー on D),(A,G,F,Eq,D;バヤーティー on D)+(D,C,Bb,A,G;ブーサーリク on G)+(G,F#,Eb,D;ヒジャーズィー on D)+(D,C,Bq;スィガーフ on Bq)
Bqに移調されたマカーム・フッザームとも
  - バスター・ニガール（ブスタニカル、ベステニカルとも）
「音階」風に説明すると、Bq,C,D,Eq,F,Gb,A,Bb。
(Bq,C,D;スィガーフ on Bq)+(D,Eq,F,Gb,A;サバー on D)+(A,Bb,C,D;クルディー on A),(G,A,Bq,C,D;ラースト on G)+(D,Eq,F,Gb,A;サバー on D)/(A,Gb,F,Eq,D;サバー on D)+(D,C,Bb,A;クルディー on A)+(A,Gb,F,Eq,D;サバー on D)+(D,C,Bq;スィガーフ on Bq)
  - ラウナク・ヌマー
  - アウジュ・アーラー
- ラースト
  - ラースト
「音階」風に説明すると、C,D,Eq,F,G,A,Bq,C。(C,D,Eq,F,G)+(G,A,Bq,C)。
上行形(C,D,Eq,F,G;ラースト)+(G,A,Bq,C;ラースト)/下降形(C,Bb,A,G;ナハーワンド)+(G,F,Eq,D,C;ラースト)とも。
ジンス構成。第1ジンス(C,D,Eq,F,G;ラースト on C),(Eq,F,G;シガーフ on Eq)+第2ジンス(G,A,Bq,C;ラースト on G)+第3ジンス(C,D,Eq,F,G;ラースト on C)+第4ジンス(G,A,Bq,C;ラースト on G)/第4ジンス(C,Bq,A,G;ラースト on G)+第3ジンス(G,F,Eq,D,C;ラースト on C)+第2ジンス(C,Bq,A,G;ラースト on G),(C,Bb,A,G;ブーサーリク on G)+第1ジンス(G,F,Eq,D,C;ラースト on C)
ラーストはサフィー・アッディーンの論文にも現れる。古典的、アカデミックな雰囲気。
  - ラースト・カビール - 「大ラースト」
  - ナイルーズ・ラースト
単にナイルーズとも。ラーストに含まれるとも言う。
「音階」風に説明すると、C,D,Eq,F,G,Aq,Bb,C。(C,D,Eq,F,G)+(G,Aq,Bb,C)。ラースト+バヤーティー。
  - ラースト・ジャディード - 「新ラースト」
  - ラハーウィー - この名前はサフィー・アッディーンの論文にも現れる。
  - スージナーク（スーズナーク、スージナックとも）
「音階」風に説明すると、C,D,Eq,F,G,Ab,B,C。(C,D,Eq,F,G)+(G,Ab,B,C)。
マカーム・ラーストに似ている、ラーストに含まれる、ラーストの変化形とも。
(C,D,Eq,F,G;ラースト on C)+(G,Ab,B,C;ヒジャーズィー on G)+(C,D,Eb,F,G;ブーサーリク on C)+(G,Ab,B;ヒジャーズィー on G)/(B,Ab,G;ヒジャーズィー on G)+(G,F,Eq,D,C;ラースト on C)+(C,Bb,A,G;ブーサーリク on G)+(G,F,Eq,D,C;ラースト on C)
  - スージディル・アーラー
「音階」風に説明すると、C,D,Eq,F,G,A,Bb,C？。(C,D,Eq,F)+(F,G,A,Bb,C)？。
  - ブズルグ（ブズルク） - この名前はサフィー・アッディーンの論文にも現れる。
  - サーズカール
(C,D#,Eq,F,G;サーズカール)+(G,A,Bq,C;ラースト)+(C,D,Eq,F;ラースト)+(F,G,A,Bb;チャハールガーフ)/(Bb,A,G,F;チャハールガーフ)+(F,Eq,D,C;ラースト)+(C,Bb,A,G;ブーサーリク)+(G,F,Eq,D,C;ラースト),(G,F,Eq,D#,C;サーズカール)
  - バサンディーダー
  - ナグリーズ（ニクリーズ、ナクリーズとも）
「音階」風に説明すると、C,D,Eb,F#,G,A,Bb,C。(C,D,Eb,F#,G)+(G,A,Bb,C)。
(C,D,Eb,F#,G;ナグリーズ on C)+(G,A,Bb,C;ブーサーリク on G)+(C,D,Eb,F#,G;ナグリーズ on C)+(G,A,Bb;ブーサーリク on G)/(Bb,A,G;ブーサーリク on G)+(G,F#,Eb,D,C;ナグリーズ on C)+(C,Bq,A,G;ラースト on G)+(G,F#,Eb,D,C;ナグリーズ on C)
  - タルズ・ナウィーン
「音階」風に説明すると、C,Db,Eb,F,Gb,A,Bb,C。(C,Db,Eb,F)+(F,Gb,A,Bb,C)。
(C,Db,Eb,F;クルディー)+(F,Gb,A,Bb,C;ヒジャーズィー)+(C,Db,E,F;ヒジャーズィー)+(F,G,Ab,Bb;ニハーワンド)/(Bb,A,Gb,F;ヒジャーズィー)+(F,Eb,Db,C;クルディー)+(C,Bb,A,Gb,F;ヒジャーズィー)+(F,Eb,Db,C;クルディー)
  - マーフール
「音階」風に説明すると、C,D,Eq,F,G,A,B,C。(C,D,Eq,F,G)+(G,A,B,C)。
上行形(C,D,Eq,F,G;ラースト)+(G,A,B,C;アジャム)/下降形(C,Bb,A,G;ナハーワンド)+(G,F,Eq,D,C;ラースト)とも。
(C,D,Eq,F,G;ラースト)+(G,A,B,C;チャハールガーフ)+(C,D,Eq,F,G;ラースト)+(G,A,B;チャハールガーフ)/(B,A,G;チャハールガーフ)+(G,F,Eq,D,C;ラースト)+(C,B,Ab,Gヒジャーズィー;),(C,Bb,A,G;ブーサーリク)+(G,F,E,D,C;チャハールガーフ),(G,F#,Eb,D,C;ナグリーズ),(G,F,Eq,D,C;ラースト)
  - ザーウィル
  - ディル・ニスィーン
  - ニハーワンド（ナハワンド、ニハーウェンド、ニハーヴァンド、ナハーヴァンドとも）
上行形(C,D,Eb,F,G;ニハーワンド)+(G,Ab,B,C;ヒジャーズ)/下降形(C,Bb,Ab,G;クルディー)+(G,F,Eb,D,C;ニハーワンド)という風にも説明される。西洋古典音楽の短調と説明されることもある；ちなみに短調と違って「悲しい雰囲気」とされていない。
(C,D,Eb,F;ニハーワンド on C)+(F,G,Ab,Bb,C;ニハーワンド on F)+(C,D,Eb,F;ニハーワンド on C)+(F,G,Ab,Bb;ニハーワンド on F)/(Bb,Ab,G,F;ニハーワンド on F)+(F,Eb,D,C;ニハーワンド on C)+(C,B,Ab,G;ヒジャーズィー on G),(C,B,Ab,G,F;ナグリーズ on F),(C,Bb,Ab,G,F;ニハーワンド on F)+(F,Eb,D,C;ニハーワンド on C)
  - ニハーワンド・カビール - 「大ニハーワンド」
  - ニハーワンド・ルーミー - 「ローマのニハーワンド」
  - ニハーワンド・ムラッサ
スンブラーSunblahとも。「音階」風に説明すると、C,D,Eb,F,Gb,A,Bb,C。(C,D,Eb,F;ニハーワンド)+(F,Gb,A,Bb;ヒジャーズ)+C。
  - ナウアシュウル（ナワサル、ナワ・アサル、ナウアシュルとも）
「音階」風に説明すると、C,D,Eb,F#,G,Ab,B,C。(C,D,Eb,F#,G)+(G,Ab,B,C)。
最初の3音(C,D,Eb)が部分的なニハーワンド・テトラコードであることに注目。さらに第2音(D)が半音低い以外は、マカーム・アサルクルドに似ている。
(C,D,Eb,F#,G;ナウアシュル on C)+(G,Ab,B,C;ヒジャーズィー on G)+(C,D,Eb,F#,G;ナウアシュル on C)+(G,Ab,B;ヒジャーズィー on G)/(B,Ab,G;ヒジャーズィー on G)+(G,F#,Eb,D,C;ナウアシュル on C)+(C,B,Ab,G;ヒジャーズィー on G)+(G,F#,Eb,D,C;ナウアシュル on C)
  - ハヤーン
  - ヒジャーズカール（ヒジャーズカル）
「音階」風に説明すると、C,Db,E,F,G,Ab,B,C。(C,Db,E,F,G)+(G,Ab,B,C)。
(C,Db,E,F,G;ヒジャーズィー on C)+(G,Ab,B,C;ヒジャズィー on G)+(C,Db,E,F,G;ヒジャーズィー on C),(C,D,Eb,F,G;ニハーワンド on C)+(G,Ab,B;ヒジャーズィー on G)/(B,Ab,G;ヒジャーズィー on G)+(G,F,E,Db,C;ヒジャーズィー on C)+(C,B,Ab,G;ヒジャーズィー on G),(C,Bb,Ab,G,F;ニハーワンド on F)+(G,F,E,Db,C;ヒジャーズィー on C)
  - ザングーラ（ザングラー）
「音階」風に説明すると、C,Db,E,F,G,A,Bb,C？。(C,Db,E,F)+(F,G,A,Bb,C)？。
(C,Db,E,F,G;ヒジャーズィー)+(F,G,A,Bb,C;チャハールガーフ),(A,Bq,C,Db;サバー)+(C,Db,E,F,G;ヒジャーズィー)/(G,F,E,D,C;チャハールガーフ)+(C,Bb,A,G;ブーサーリク),(C,Bb,A,G,F;チャハールガーフ)+(G,F,E,Db,C;ヒジャーズィー)
トルコでゼンギュレ？
  - ヒジャーズカール・クルディー（ヒジャーズカール・クルド、クルディリ・ヒジャーズカルとも）
「音階」風に説明すると、C,Db,Eb,F,G,Ab,Bb,C。
(C,Db,Eb,F,G;クルディー)+(G,Ab,Bb,C;クルディー)
マカーム・ヒジャーズカルクルドはマカーム・クルドと同じ音程の間隔（音程構成）を持つが、マカーム・クルドでは、支配的な音が第4音上にあり、ヒジャーズカル・クルドでは支配的な音が第5音上にあるので、ヒジャーズカル・クルドはマカーム・クルドの転換されたバージョン（移調形）ではない、とも。
(C,Db,Eb,F,G;クルディー on C)+(F,G,Ab,Bb,C;ブーサーリク on F)+(C,Db,Eb,F,G;クルディー on C)+(G,Ab,Bb;クルディー on G)/(Bb,Ab,G;クルディー on G)+(G,F,Eb,Db,C;クルディー on C)+(C,Bb,Ab,G,F;ブーサーリク on F)+(G,F,Eb,Db,C;クルディー on C)

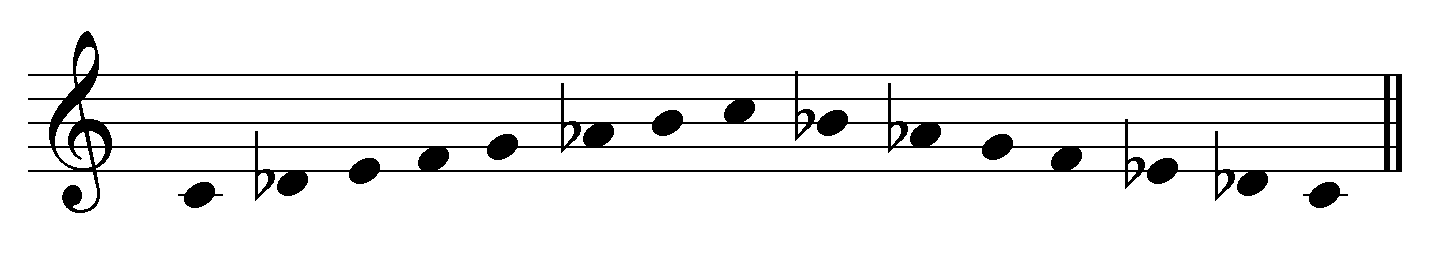
Maqam Hijaz Kar Kurd,この例では上行時と下降時の音階が違う

- - パンジュガーフ - ペルシャ語で「第5度」の意。
  - シャウキ・ディル
- ドゥガーフ
  - ドゥガーフ - ペルシャ語で「第2度」の意。
  - バヤーティー（バヤート）
「音階」風に説明すると、D,Eq,F,G,A,Bb,C,D。(D,Eq,F,G)+(G,A,Bb,C,D)。
(D,Eq,F,G;バヤーティー on D)+(F,G,A,Bb,C;チャハールガーフ on F)+(D,Eq,F,G;バヤーティー on D)+(F,G,A,Bb,C;チャハールガーフ on F)/(C,Bb,A,G,F;チャハールガーフ on F)+(G,F,Eq,D;バヤーティー on D)+(Eb,D,C,Bb;アジャム on Bb),(D,C,Bb,A,G;ブーサーリク on G)+(G,F,Eq,D;バヤーティー on D)
生き生きとして大衆的な雰囲気のマカーム。
最初の3音がD,Eq,Fでマカーム・サバーと同じである事に注意。マカーム・バヤーティーにおけるFの音の強調はそれと関係する？（曲によってはチャハールガーフ(F,G,A,Bb)のジンスが感じられないこともある）
マカーム・サバーに移調（あるいは転調、転マカーム、というか・・・）しやすい事もある？
  - バヤーティー・スルターニー - 「スルタンのバヤーティー」
  - バヤーティー・シュリ Bayati Shuri・・・カルジュガル参照。
  - ウシャーク・トゥルキー（ウシャーク・チュルク）
単にウシャークとも。「トルコのウシャーク」の意。
「音階」風に説明すると、D,E,F,G,Aq,Bb,C,D。(D,E,F,G;ニハーワンド)+(G,Aq,Bb,C;バヤーティー)+D。このマカームでは、第3音(F)のチューニングが通常より低くなされる。
  - ハウジー
  - フサイニー（ホセイニー）
「音階」風に説明すると、D,Eq,F,G,A,Bq,C,D。(D,Eq,F,G,A)+(A,Bq,C,D)。
(D,Eq,F,G,A;バヤーティー on D)+(A,Bq,C,D;バヤーティー on A)+(D,Eq,F,G,A;バヤーティー on D)+(A,Bb,C;クルディー on A)/(C,Bb,A;クルディー on A)+(A,G,F,Eq,D;バヤーティー on D)+(D,C,Bb,A,G;ブーサーリク on G)+(A,G,F,Eq,D;バヤーティー on D)
サフィー・アッディーンの論文にも現れる。人名フサインより。
  - カルジュガル（カールジュガール、カール・ジハルとも）
「音階」風に説明すると、D,Eq,F,G,Ab,B,C,D。(D,Eq,F,G)+(G,Ab,B,C,D)。
バヤーティー・シュリBayati Shuriとも言う
(D,Eq,F,G;バヤーティー on D)+(G,Ab,B,C;ヒジャーズィー on G)+(D,Eb,F,G;クルディー on D),(C,D,Eb,F,G;ニハーワンド on C)+(G,Ab,B,C;ヒジャズィー on G)/(C,B,Ab,G;ヒジャーズィー on G)+(G,F,Eb,D,C;ニハーワンド on C)+(C,B,Ab,G,F;ナグリーズ on F),(D,C,Bb,A,G;ニハーワンド on G),(D,C,B,Ab,G;ヒジャーズィー on G)+(G,F,Eq,D;バヤーティー on D)
  - イスファハーン（地名イスファハーンから） - サフィー・アッディーンの論文にも現れる。
  - イスファハーナク
  - ニシャーブーラク
  - アジャム
  - アジャム・ムラッサ
  - ナワー
  - アルディバール
  - シパール
  - クツク
  - スルターニー・イラーク
  - ヒサール
「音階」風に説明すると、D,E,F,G#,A,Bb,C#,D。(D,E,F,G#,A)+(A,Bb,C#,D)。ジンス構成はナウアシュル+ヒジャーズィー。出発音をDに変えたマカーム・ナウアシュルの移調形。
  - ジールグーラー
  - ムハッヤル（ムハイイェル）
  - ターヒル
  - グルイザール
  - バヤーティー・アラバーン
  - カルダーン
  - ヒジャーズィー（ヒジャーズとも）
「音階」風に説明すると、D,Eb,F#,G,A,Bb,C,D。(D,Eb,F#,G)+(G,A,Bb,C,D)。
(D,Eb,F#,G;ヒジャーズィー on D)+(G,A,Bb,C,D;ブーサーリク on G),(G,A,Bq,C,D;ラースト on G)+(D,E,F,G;ブーサーリク on D)+(G,A,Bb,C;ブーサーリク on G)/(C,Bb,A,G;ブーサーリク on G)+(G,F,E,D;ブサーリク on D),(G,F#,Eb,D;ヒジャーズィー on D)+(D,C#,Bb,A;ヒジャーズィー on A)+(A,G,F#,Eb,D;ヒジャーズィー on D)
サフィー・アッディーンの論文にも現れる。地名ヒジャーズに由来
  - シャーフ・ナーズ（シャーナーズ）
「音階」風に説明すると、D,Eb,F#,G,A,Bb,C#,D。(D,Eb,F#,G,A)+(A,Bb,C#,D)。ジンス構成はヒジャーズ+ヒジャーズ。出発音をDに変えたマカーム・ヒジャーズカールの移調形。
  - サバー 
「音階」風に説明すると、D,Eq,F,Gb,A,Bb,C,DあるいはD,Eq,F,Gb,A,Bb,C,DbあるいはD,Eq,F,Gb,A,Bb,C,Db,E,F。
最初の3音がD,Eq,Fでマカーム・バヤーティーと同じである事に注意。マカーム・バヤーティーの仲間に分類されることもある。
(D,Eq,F,Gb,A;サバー),(D,Eq,F;バヤーティー)+(F,Gb,A,Bb,C;ヒジャーズィー)+(C,Db,E,F;ヒジャーズィー)+(F,G,A,Bb,C;チャハールガーフ)/(C,Bb,A,Gb,F;ヒジャーズィー)+(A,Gb,F,Eq,D;サバー)+(D,C,Bb;アジャム),(Bb,A,Gb,F;ヒジャーズィー)+(F,Eq,D;バヤーティー),(A,Gb,F,Eq,D;サバー)
夜の果ての倦怠感の雰囲気。
マカーム・バヤーティーに移調（あるいは転調、転マカーム？）しやすい事もある、とも。
  - サバー・ナジュディー
  - サバー・ザンザマー
  - ナージ・ニヤーズ
  - ラクブ
(D,Eq,F,Gq,A;ラクブ),(D,Eb,F,G;クルディー)+(F,G,A,Bb;チャハールガーフ),(Bb,C,D;アジャム)+(D,Eq,F,G;バヤーティー)/(G,F,Eb,D;クルディー)+(D,C,Bq,A,G;ラースト),(D,C,Bb;アジャム),(D,C,Bb,A,G;ブーサーリク)+(G,F,Eq,D;バヤーティー)
このマカームはラクブのジンス(D,Eq,F,Gq,A)に特徴がある。
  - クルディー（クルド）
「音階」風に説明すると、D,Eb,F,G,A,Bb,C,D。(D,Eb,F,G)+(G,A,Bb,C,D)。
(D,Eb,F,G;クルディー on D),(D,Eq,F,G;バヤーティー on D)+(G,A,Bb,C,D;ブーサーリク on G),(F,G,A,Bb,C;チャハールガーフ on F)+(D,Eb,F,G;クルディー on D)+(G,A,Bb,C;ブーサーリク on G)/(C,Bb,A,G;ブーサーリク on G)+(G,F,Eb,D;クルディー on D)+(D,C,Bb,A,G;ブーサーリク on G)+(G,F,Eb,D;クルディー on D)
    - アジャム・クルディー
    - ムハッヤル・クルディー（ムハイイェル・クルディー）
    - ヒサール・クルディー
    - サバー・クルディー
    - シャーフナーズ・クルディー
    - ナワー・クルディー

  - アサル・クルド（クルディリ・ナワ・アサルとも）
「音階」風に説明すると、D,Eb,F,G#,A,Bb,C#,D。(D,Eb,F,G#,A;アサル・クルド)+(A,Bb,C#,D;ヒジャーズィー)。最初の3音が部分的なクルドのテトラコルドであることに注目。さらに第2音が半音低い以外は、マカーム・ナウアシュルに似ている。
  - ブーサーリク
  - ザウキ・タラブ
- シガーフ
  - シガーフ（スィカー、セガー、シカ）
「音階」風に説明すると、Eq,F,G,A,Bq,C,D,Eq。(Eq,F,G)+(G,A,Bq,C)+(C,D,Eq)。
(Eq,F,G;シガーフ on Eq)+(G,A,Bq,C;ラースト on G),(Bq,C,D;スィガーフ on Bq)+(C,D,Eq,F,G;ラースト on C),(Eq,F,G;スィガーフ on Eq)+(G,A,Bq,C;ラースト on G)/(C,Bq,A,G;ラースト on G)+(G,F,Eq,D,C;ラースト on C)+(C,Bb,A,G;ブーサーリク on G)+(G,F,Eq;スィガーフ on Eq)
ペルシャ語で「第3度」の意。深遠、神秘的な雰囲気。
Dの音がD#になることがよくある
  - フッザーム（ヒザーム）
「音階」風に説明すると、Eq,F,G,Ab,B,C,D,Eq。(Eq,F,G)+(G,Ab,B,C)+(C,D,Eq)。
(Eq,F,G;スィガーフ on Eq)+(G,Ab,B,C;ヒジャーズィー on G),(F,G,Ab,B,C;ナグリーズ on F)+(C,D,Eb,F#,G;ナグリーズ on C)+(G,Ab,B,C;ヒジャーズィー on G)/(C,B,Ab,G;ヒジャーズィー on G)+(G,F,Eq,D,C;ラースト on C),(G,F,Eq,D;バヤーティー on D)+(C,Bb,A,G;ブーサーリク on G)+(G,F,Eq;スィガーフ on Eq)
Dの音がD#になることがよくある
これをマカーム・スィカーフと言うこともある。
  - ムスタアール
「音階」風に説明すると、Eq,F#,G,A,Bb,C,D,Eq。(Eq,F#,G)+(G,A,Bb,C)+(C,D,Eq)。
(Eq,F#,G;ムスタアール on Eq)+(G,A,Bb,C;ブーサーリク on G)+(C,D,Eq,F#,G;ザーウィール on C),(Eq,F#,G;ムスタアール on Eq)+(G,A,Bb,C;ブーサーリク on G)/(C,Bb,A,G;ブーサーリク on G)+(G,F#,Eq;ムスタアール on Eq),(G,F#,Eq,D,C;ザーウィール on C)+(C,Bb,A,G;ブーサーリク on G),(C,Bq,A,G;ラースト on G)+(G,F#,Eq;ムスタアール on Eq)
  - マヤー
「音階」風に説明すると、Eq,F,G,A,Bb,C,D,Eq。(Eq,F,G)+(G,A,Bb,C)+(C,D,Eq)。
(Eq,F,G;スィカーフ on Eq)+(G,A,Bb,C;ブーサーリク on G)+(C,D,Eq,F,G;ラースト on C)+(G,A,Bb,C;ブーサーリク on G)/(C,Bb,A,G;ブーサーリク on G)+(G,F,Eq,D,C;ラースト on C),(G,F,Eq,D;バヤーティー on D)+(C,Bb,A,G;ブーサーリク on G)+(G,F,Eq;スィカーフ on Eq)
  - ラマル
(Eq,F,G;スィカーフ on Eq)+(G,Aq,Bb,C,D;バヤーティー on G),(Bb,C,D;アジャム on Bb),(A,Bq,C,Db,E;サバー on A)+(Eq,F,G;スィカーフ on Eq)/(G,F,Eq;スィカーフ on Eq),(G,F,Eq,D#,C;サーズカール on C)+(C,Bb,A;クルディー on A),(C,Bb,Aq,G;バヤーティー on G)+(G,F,Eq;スィカーフ on Eq)
スィカーフ(Eq,F,G)+バヤーティー(G,Aq,Bb,C)+サバー(A,Bq,C,Db)
  - ワジュハ・アルディバール
(Eq,F,G;スィカーフ on Eq)+(G,A,Bb,C;ブーサーリク on G),(F,G,A,Bb,C;チャハールガーフ on F)+(C,D,Eb,F,G;ブーサーリク on C),(D,Eb,F,G;クルディー on D)/(G,F,Eb,D;クルディー on D),(G,F,Eb,D,C;ブーサーリク on C)+(C,B,Ab,G,F;ナグリーズ on F),(C,B,Ab,G;ヒジャーズィー on G)+(G,F,Eq;スィカーフ on Eq)
- ブーサーリク
  - ニシャーブール
  - スィアール
「音階」風に説明すると、(E,F#,G)+(G,A,Bq,C)+(C,D,E)？
(E,F#,G;ニハーワンド),(Eq,F,G;スィカーフ)+(G,A,Bq,C,D;ラースト),(G,A,Bb,C;ブーサーリク),(A,Bq,C,D;バヤーティー),(Bq,C,D;スィカーフ)+(E,F#,G;ニハーワンド)/(G,F,Eq;スィカーフ),(G,F,Eq,D#,C;サーズカール)+(C,Bq,A;バヤーティー),(C,Bq,A,G;ラースト)+(G,F#,E;ニハーワンド)
- チャハールガーフ - ペルシャ語で「第4度」の意。
  - シャーワル
  - チャハールカーフ
「音階」風に説明すると、F,G,A,Bb,C,D,Eq,F/F,Eb,D,C,Bb,A,G,F
  - チャハールガーフ・アラビー - 「アラブのチャハールガーフ」
(F,G,A,Bb;チャハールガーフ)+(C,D,E,F;チャハールガーフ),(Bb,C,D;アジャム),(A,Bq,C,D;バヤーティー)+(F,G,A,Bb;チャハールガーフ)/(Bb,A,G,F;チャハールガーフ)+(F,E,D,C;チャハールガーフ),(D,C,Bb;アジャム)+(Bb,A,G,F;チャハールガーフ)
  - チャハルガーフ・トゥルキー - 「トルコのチャハールガーフ」。トルコ古典音楽のチャールギャーフにあたる？
(F,Gb,A,Bb,C;ヒジャーズィー),(F,G,A,Bb,C;チャハールガーフ),(Bb,C,D;アジャム)+(C,D,Eq,F;ラースト)+(F,Gb,A,Bb;ヒジャーズィー)/(Bb,A,G,F;チャハールガーフ)+(F,Eq,D,C;ラースト)+(D,C,Bb;アジャム),(C,Bb,A,Gb,F;ヒジャーズィー)
  - ナジュディー（地名ナジュドに由来）
(F,G,A,Bq,C;ナジュディー),(G,A,Bq,C;ラースト)+(C,D,Eq,F;ラースト)+(F,G,A,Bb;チャハールガーフ)

##### イラク

###### イラクの主要なマカーム8種
1/4フラット（半音ではなく1/4音さげる）をqと表記する。「/」は上行形/下行形をしめす。
- ラースト Rāst・・・C,D,Eq,F,G,A,Bq,C/C,Bb,A,G,F,Eq,D,C
- バヤート Bayāt・・・D,Eq,F,G,A,Bb,C,D/D,C,Bb,A,G,F,Eq,D
- サバー Sabā・・・D,Eq,F,Gb,A,Bb,C,D/D,C,Bb,A,Gb,F,Eq,D
- セガーフ Segāh・・・Eq,F,G,Ab,B,C,D,Eq/Eq,D,C,B,Ab,G,F,Eq
- ヒジャーズ Hijāz・・・D,Eb,F#,G,A,Bb,C,D/D,C,Bb,A,G,F#,Eb,D
- ヒジャーズカール・クルド Hijāzkār Kurd・・・D,Eb,F,G,A,Bb,C,D/D,C,Bb,A,G,F,Eb,D
- ニハーワンド Nihāwand・・・C,D,Eb,F,G,Ab,Bb,C/C,Bb,Ab,G,F,Eb,D,C
- アジャム ‘Ajam・・・F,G,A,Bb,C,D,Eq,F/F,Eb,D,C,Bb,A,G,F

###### イラクのマカーム
- ラーミー Lāmī・・・(B,C,D,E)+(E,F,G,A)

###### イラクのイラーキー・マカーム（バグダーディー・マカーム）
イラクのバグダードで伝えられてきた声楽および小編成の器楽合奏（タフト（Takht）、ジャウクあるいはチャルギーなどとも呼ばれる）でよく用いられるマカーム。演奏の際の編成は独唱者（マカームチーあるいはカーリーと呼ばれる）、サントゥール、ジョウザ（胡弓のようなもの）、ドゥフ（タンバリンのようなもの）、ダラブッカなどからなる。
- ラースト
- バヤート
- スィガーフ
- ヒジャーズ・アッディーワーン
- サバー
- アジャム
- アシーラーン
- フセイニー（フサイニー）

別資料。

{}で囲まれた音は終止音あるいは中心音をあらわす。qは1/4音低いことをあらわす。+は1/4音高いことをあらわす。
- ラースト
({C},D,Eq,F,G)+(G,A,Bb,C)
- バヤート
({D},Eq,F,G)+(G,A,Bb,C)
- スィガーフ
(C,D,{Eq})+({Eq},F,G)
- ヒジャーズ
({D},Eb,F#,{G})+({G},A,Bb,C)
- サバー
({D},Eq,F,Gb)
- アジャム
(F,G+,A,{Bb})+({Bb},C,D,Eb,F)
- クルド
(D,Eb,F,{G})+({G},Ab,Bb,C)
- ナハワンド
({C},D,Eb,F,G)+(G,Ab,Bb,C)

##### シリア
ダマスカスでのアラブ音楽のマカームの基本的なもの。
- ラスト Rast
(C,D,Eq,F,G)+(G,A,Bq,C)
- バヤティ Bayati
(D,Eq,F,G)+(G,A,Bb,C,D)
- サバー Sabah
D,Eq,F,Gb,A,Bb,C,D
- シガ Siga
(Eq,F,G)+(G,A,Bq,C),C,D,Eq
- ヒジャーズカル・クルディ Hijazkar Kurdi
(C,Db,Eb,F)+(G,Ab,B,C)
- ヒジャーズ Hijaz
(D,Eb,F#,G)+(G,A,Bb,C,D)
- ナハワンド Nahawand
(C,D,Eb,D,F,G)+(G,Ab,Bb,C)
- ナクリーズ Nakriz
(C,D,Eb,F#,G)+(F#,G,A,Bb,C)
- アジャム・ウシャイラーン Ajam Ushairan
(Bb,C,D)+(D,Eb,F,G,A)+(G,A,Bb)

#### マグリブのトゥブーウ
単数形タブウ（もしくはタバア）、複数形トゥブーウ。サナーアート（複数形。単数形サヌア）とも言われる。

##### モロッコの26のトゥブーウ
- 1
  - ラマル・アルマーヤ
  - フサイン（フシーン）
  - インクイラーブ・アッラマル（インケラーブ・アッラマル）
  - ハムダーン（アル・ハムダーン）
- 2
  - イスバハン（アル・イスバハーン。イスファハーン）
  - ザワルカンド（ザウラカンド）
- 3
  - マーヤ（アル・マーヤ）
- 4
  - ラスド・アッディール（ラスド・アッダイル）
- 5
  - アッイスティフラール（イステヘラール）
  - イラーク・アルアラブ
- 6
  - ラスド（クナーウィー、アルラスドとも）
  - ヒサール
  - ジーダーン（ザイダーン）
  - マズムーム
- 7
  - ガリーバ・アル・フサイン（ガリーバト・アル・フスィーン）
  - ガリーバ・アル・ムハッラル（アッガリーバ・アル・ムハッララ）。
  - シーカ（アル・スィーカ）
- 8
  - ヒジャーズ・アル・カビール（アル・ヒジャーズ・アル・カビール）
  - ムジャンナブ・アッ・ダイル（ムジャンナブ・アッ・ディール）
  - アル・マシュリキー・アッ・サギール（マシュレキー・アッサギール）
- 9
  - アル・ヒジャーズ・アル・マシュリキー（ヒジャーズ・アル・マシュレキー）
  - マシュリキー（アル・マシュリキー、マシュレキー）
- 10
  - イラーク・アルアジャム
- 11
  - ウッシャーク（アル・ウッシャーク）
  - ラマル・アッ・ダイル（ラマル・アッ・ディール）
  - ダイル（アッ・ディール）

##### アルジェリアの16のトゥブーウ
- ラマル・アルマーヤ
- ディール（ダイル）
- ムジャンバ
- フスィーン（フサイン）
- ラマル
- グリーブ
- ジーダーン
- ラスド
- マズムーン
- シーカ
- ラスド・アッディール（ラスド・アッダイル）
- マーヤ
- イラーク
- ジャールカ
- ムッワール
- ガリーバト・アルフシーン（ガリーバ・アル・フサイン）

##### チュニジア

###### チュニジアの13のトゥブーウ
- ディール（ダイル）
- イラーク
- シーカ
- フスィーン（フサイン）
- ラスド
- ラマル・アルマーヤ
- ナワー
- アバアイン
- ラスド・アッディール（ラスド・アッダイル）
- ラマル
- アスバハーン
- マズムーム
- マーヤ

###### チュニジアの29のトゥブーウ
- ディール（ダイル）
- ラスド・アッディール（ラスド・アッダイル）
- イステヘラール・アッディール（イスティフラール・アッダイル）
- ムジャンナブ・アッディール
- ラハーウィー
- ラスド
- （フスィーン）ニーリーズ
- フスィーン・アジャム（フサイン・アジャム）
- フスィーン・アスル（フサイン・アスル）
- フスィーン・サバー（フサイン・サバー）
- フスィーン・ウシャイラーン（フサイン・ウシャイラーン）
- ヒジャーズィー
- ウッシャーク
- サバー
- イラーク
- ムハイール・イラーク
- ラマル
- アスブアイン
- ナワー
- イラーク・アスル
- ラマル・マーヤ
- イスバハーン（イスファハーンのこと）
- スィーカ
- マーヤ
- アジャム
- アジャム・ウシャイラーン
- マズムーム
- アルザーウィー
- ムハイール・スィーカ

##### リビアの13のトゥブーウ
- ラスド
- ディール
- ラスド・アッディール
- マーヤ
- イラーク
- シーカ
- ラマル・アルマーヤ
- フシーン
- ナワー
- イスバハーン
- アスバアイン
- ラマル
- マズムーム・ムハッイル

#### サフィー・アッディーンによる12のマカーマートと6つのアーヴァーザート
サフィー・アッディーンは、主要なものをマカーマート、派生的なものをアーヴァーザートと呼んだ。
- 12のマカーマート
  - ウッシャーク
  - ナヴァー
  - ブーサリーク
  - ラースト
  - イラーク
  - イスファハーン
  - ズィルアーフカンド
  - ブズルク
  - ザンクーラ
  - ラハーウィー
  - フサイニー
  - ヒジャーズィー
- 6つのアーヴァーザート
  - カワーシュト
  - カルダーニーヤー
  - ナウルーズ
  - マーヤ
  - サルマク
  - シャーハナーズ

#### ジャミーの「音楽論（第1部作曲論）」に記述されている12のマカーム
- ウッシャーク
- ナヴァー
- ブサリーク
- ラースト
- フサイニー
- ヒジャーズ
- ラハヴィー
- ザングーラ
- イラーク
- イスファハーン
- ジラフカンド
- ブズルク

### トルコのマカーム（makam）
ラテン文字によるトルコ語の正書法ではマカームはmakamと表記する。複数形はアラビア語に基づくmakamatが用いられるが、トルコ語固有の複数形語尾を用いてmakamlarとも言う。

#### トルコ古典音楽で用いられる音程
- コマ（koma） - ファズラ（fazla）とも。9/8の音程比の全音(約203.910セント)を9等分した大きさの音程。約22.66セント。
- バキイェ（bakiye） - 4コンマの大きさ。約90.56セント。
- キュチュク・ミュジェンネプ（küçük mücennep） - 5コンマの大きさ。約113.20セント。
- ビュユク・ミュジェンネプ（büyük mücennep） - 8コンマの大きさ。約181.12セント。
- タニーニー（tanînî） - 9コンマの大きさ。約203.76セント。
- アルトゥク・イキリ（artık ikili） - 12コンマの大きさ。約271.68セント。
  - このように、イラン音楽やインド音楽よりもはるかに小さな音程を用い、それを駆使するのがトルコ音楽である。西洋人や日本人のほとんどはこれらを音程とはみなせないが、訓練を受けた現地民は立派に使いこなしている。

| 音程名 (Aralığın adı) | コマの値 (Koma olarak değeri) | シンボル (Simge) |
| --------------------- | ----------------------------- | ---------------- |
| koma あるいは fazla   | 1                             | F                |
| eksik bakiye          | 3                             | E                |
| bakiye                | 4                             | B                |
| kücük mücenneb        | 5                             | S                |
| büyük mücenneb        | 8                             | K                |
| tanîni                | 9                             | T                |
| artık ikili           | 12 ～ 13                      | A                |

#### テトラコルド(dörtlüler)とペンタコルド(beşliler)
- チャールギャーフ（Çargâh） - 音程の間隔は、タニーニー、タニーニー、バキイェもしくはタニーニー、タニーニー、バキイェ、タニーニー。
- プーセリク（Puselik, Buselik） - 音程の間隔は、タニーニー、バキイェ、タニーニーもしくはタニーニー、バキイェ、タニーニー、タニーニー。
- キュルディー（Kürdî） - 音程の間隔は、バキイェ、タニーニー、タニーニーもしくはバキイェ、タニーニー、タニーニー、タニーニー。
- ラースト（Rast） - 音程の間隔は、タニーニー、ビュユク・ミュジェンネプ、キュチュク・ミュジェンネプもしくはタニーニー、ビュユク・ミュジェンネプ、キュチュク・ミュジェンネプ、タニーニー。
- ウッシャーク（Uşşak） - 音程の間隔は、ビュユク・ミュジェンネプ、キュチュク・ミュジェンネプ、タニーニーもしくはビュユク・ミュジェンネプ、キュチュク・ミュジェンネプ、タニーニー、タニーニー。
  - 音程の間隔がビュユク・ミュジェンネプ、キュチュク・ミュジェンネプ、タニーニー、タニーニーの時ヒュセイニー（Hüseynî）とも言う。
- ヒジャーズ（Hicaz） - 音程の間隔は、キュチュク・ミュジェンネプ、アルトゥク・イキリ、キュチュク・ミュジェンネプもしくはキュチュク・ミュジェンネプ、アルトゥク・イキリ、キュチュク・ミュジェンネプ、タニーニー。
- サバー（Sabâ） - 音程の間隔は、ビュユク・ミュジェンネプ、キュチュク・ミュジェンネプ、キュチュク・ミュジェンネプ。
- セギャーフ（Segâh） - 音程の間隔は、キュチュク・ミュジェンネプ、タニーニー、ビュユク・ミュジェンネプ、タニーニー。
- ヒュッザーム（Hüzzam） - 音程の間隔は、キュチュク・ミュジェンネプ、タニーニー・キュチュク・ミュジェンネプ、アルトゥク・イキリ。
- ニクリーズ（Nikriz） - 音程の間隔は、タニーニー、キュチュク・ミュジェンネプ、アルトゥク・イキリ、キュチュク・ミュジェンネプ。
- ペンチギャーフ（Pençgâh） - 音程の間隔は、タニーニー、タニーニー、ビュユク・ミュジェンネプ、キュチュク・ミュジェンネプ。
- フェラフナーク（Ferahnâk） - 音程の間隔は、キュチュク・ミュジェンネプ、タニーニー・タニーニー、ビュユク・ミュジェンネプ。

#### 基本マカーム（単純マカーム）13種
- チャールギャーフ（Çargâh） - チャールギャーフ(タニーニー、タニーニー、バキイェ、タニーニー)+チャールギャーフ(タニーニー、タニーニー、バキイェ)。
チャールギャーフは、ペルシア語のチャールガーフにあたる。「四度目」の意。
- プーセリク（Puselik, Buselik） - プーセリク(タニーニー、バキイェ、タニーニー、タニーニー)+ヒジャーズ(キュチュク・ミュジェンネプ、アルトゥク・イキリ、キュチュク・ミュジェンネプ)
- キュルディー（Kürdî） - キュルディー(バキイェ、タニーニー、タニーニー)+プーセリク(タニーニー、バキイェ、タニーニー、タニーニー)。
- ラースト（Rast） - ラースト(タニーニー、ビュユク・ミュジェンネプ、キュチュク・ミュジェンネプ、タニーニー)+ラースト(タニーニー、ビュユク・ミュジェンネプ、キュチュク・ミュジェンネプ)
- ウッシャーク（Uşşak） - ウッシャーク(ビュユク・ミュジェンネプ、キュチュク・ミュジェンネプ、タニーニー)+プーセリク(タニーニー、バキイェ、タニーニー、タニーニー)
ウッシャークのジンスで使われるビュユク・ミュゼンネプは理論では8コンマだが、実際の演奏では7コンマになる。
- ヒュセイニー（Hüseynî） - ヒュセイニー(ビュユク・ミュジェンネプ、キュチュク・ミュジェンネプ、タニーニー、タニーニー)+ウッシャーク(ビュユク・ミュジェンネプ、キュチュク・ミュジェンネプ、タニーニー)
- ネヴァー（Neva） - ウッシャーク(ビュユク・ミュジェンネプ、キュチュク・ミュジェンネプ、タニーニー)+ラースト(タニーニー、ビュユク・ミュジェンネプ、キュチュク・ミュジェンネプ、タニーニー)
- ヒジャーズ（Hicaz） - ヒジャーズ(キュチュク・ミュジェンネプ、アルトゥク・イキリ、キュチュク・ミュジェンネプ)+ラスト(タニーニー、ビュユク・ミュジェンネプ、キュチュク・ミュジェンネプ、タニーニー)
- ヒュマーユーン（Hümayun） - ヒジャーズ(キュチュク・ミュジェンネプ、アルトゥク・イキリ、キュチュク・ミュジェンネプ)+プーセリク(タニーニー、バキーイェ、タニーニー、タニーニー)
- ウッザール（Uzzal） - ヒジャーズ(キュチュク・ミュジェンネプ、アルトゥク・イキリ、キュチュク・ミュジェンネプ、タニーニー)+ウッシャーク(ビュユク・ミュジェンネプ、キュチュク・ミュジェンネプ、タニーニー)
- ゼンギュレ（Zengüle） - ヒジャーズ(キュチュク・ミュジェンネプ、アルトゥク・イキリ、キュチュク・ミュジェンネプ、タニーニー)+ヒジャーズ(キュチュク・ミュジェンネプ、アルトゥク・イキリ、キュチュク・ミュジェンネプ)
ゼングーレ（Zengûle）とも言う。
- カルジュアル（Karcığar） - ウッシャーク(ビュユク・ミュジェンネプ、キュチュク・ミュジェンネプ、タニーニー)+ヒジャーズ(キュチュク・ミュジェンネプ、アルトゥク・イキリ、キュチュク・ミュジェンネプ、タニーニー)
- スーズィナーク（Suzinak） - ラースト(タニーニー、ビュユク・ミュジェンネプ、キュチュク・ミュジェンネプ、タニーニー)+ヒジャーズ(キュチュク・ミュジェンネプ、アルトゥク・イキリ、キュチュク・ミュジェンネプ)

#### その他のよく使われるマカーム
- セギャーフ（Segâh）
- アジェム・アシーラーン（Acem Aşiran）
- アジェム・キュルディー（Acem Kürdî）複合マカーム？最初(B,C,D,E)+(E,F#,G,A,B)の音階で、次(G,A,B,C,D)+(D,E,F#,G)に移り変わって、最後にまた(B,C,D,E)+(E,F#,G,A,B)に戻る？
- ベヤーティー（Beyâtî）(ビュユク・ミュジェンネプ、キュチュク・ミュジェンネプ、タニーニー)+(タニーニー、バキイェ、タニーニー、タニーニー)
- マーフル（Mâhur）
- スルターニー・イェギャーフ（Sultanî Yegâh）
- ニハーヴェンド（Nihavend）
- キュルディリ・ヒジャーズキャール（Kürdili Hicazkâr）
- スーズィディル（Suzidil）
- ヒジャーズキャール（Hicazkâr）
- フェラーフフェザー（Ferahfeza）
- イェギャーフ（Yegâh）
- シェヴクフェザー（Şevkfeza）
- ウラーク（Irak）
- エヴィチ（Eviç）
- ベステニギャール（Bestenigâr）
- フェラフナーク（Ferahnâk）
- ウスファハーン（Isfahân）
- シェフナーズ（Şehnaz）
- サバー（Sabâ）
- ヒュッザーム（Hüzzam）
- ムハッイェル（Muhayyer）
- ヒジャーズ・ヒュマユーン（Hicaz Hümayun）

- ACEM
- ACEM-BÛSELİK
- ARAZBÂR
- ARAZBÂR-BÛSELİK
- AŞK-EFZÂ
- BESTE-ISFAHÂN
- BEYÂTÎ-ARABÂN
- BEYÂTÎ-ARABÂN-BÛSELİK
- BEYÂTÎ-BÛSELİK
- BÛSELİK
- BÛSELİK-AŞÎRÂN
- BÜZÜRK
- ÇÂRGÂH
- DİLKEŞ-HÂVERÂN
- DİLKEŞÎDE
- DÜGÂH
- EVC-ÂRÂ
- EVC-BÛSELİK
- EVC-HÛZÎ
- EVC-MÂYE
- FERAHNÂK-AŞÎRÂN
- GERDÂNİYYE
- GERDÂNİYYE-BÛSELİK
- GERDÂNİYYE-KÜRDÎ
- GÜL'İZÂR
- HİCÂZ
- HİCÂZ-AŞÎRÂN
- HİCÂZ-BÛSELİK
- HİCÂZ-ZEMZEME
- HİCÂZ ZÎRGÛLE
- HİSÂR
- HİSÂR-BÛSELİK
- HÛZÎ
- HÜSEYNÎ
- HÜSEYNÎ-AŞÎRÂN
- HÜSEYNÎ-ZEMZEME
- HÜZZÂM-I CEDÎD
- KARCIĞAR
- KÜRDÎ
- MÂHÛR-BÛSELİK
- MÂYE
- MUHAYYER-BÛSELİK
- MUHAYYERKÜRDÎ
- MUHAYYER-SÜNBÜLE
- MÜSTEÂR
- NEVÂ
- NEVÂ-BÛSELİK
- NEVÂ-KÜRDÎ
- NEV-ESER
- NİHÂVEND-İ KEBÎR
- NİKRÎZ
- NİŞÂBÛR
- NİŞÂBÛREK
- NÜHÜFT
- PENCGÂH
- PESENDÎDE
- RÂHATÜLERVÂH
- RAST
- RAST-I CEDÎD
- REHÂVÎ
- SABÂ-BÛSELİK
- SABÂ-ZEMZEME
- SÂZ-KÂR - (13コマの大きさの音程、4コマの大きさの音程（バキイェ）、5コマの大きさの音程（キュチュク・ミュジェンネプ）、9コマの大きさの音程（タニーニー）)+ラスト(タニーニー、ビュユク・ミュジェンネプ、キュチュク・ミュジェンネプ)?
- SEGÂH-ARABÂN
- SİPİHR
- SÛZ-İ DİL-ÂRÂ
- SÛZ-NÂK
- ŞEDD-İ ARABÂN
- ŞEHNÂZ-BÛSELİK
- ŞEVK-İ TARAB
- TÂHİR
- TÂHİR-BÛSELİK
- UŞŞAK
- UZZÂL
- ZÂVİL
- ZÎRGÛLE'Lİ SÛZ-NÂK

#### トルコ軍楽（メフテル）で使われるマカーム
- アジェム（Acem）
- ウッザール（Uzzal）
- ウッシャーク（Uşşak）
- ウラーク（Irak）
- エヴィチ（Eviç）
- ギュリザール（Gülizâr）
- キュルディー（Kürdî）
- サバー（Sabâ）
- スュンビュレ（Sünbüle）
- セギャーフ（Segâh） - 具体的な曲例：シュレイマン王子の行進曲
- ターヒル（Tahir）
- チャールギャーフ（Çargâh）
- ニクリーズ（Nikriz）
- ネヴァー（Neva）
- ヒュセイニー（Hüseynî） - 具体的な曲例：古い陸軍行進曲「ジェッディン・デデン（祖先も祖父も）」
- プーセリク（Puselik, Buselik）
- ベヤーティー（Beyâtî）
- ペンチギャーフ（Pençgâh）
- マーフル（Mâhur） - 具体的な曲例：軍隊行進曲（別名帝国戦のマーチ）
- ムハッイェル（Muhayyer）
- ラースト（Rast） - 具体的な曲例：陸軍行進曲（イスマイル・ハック・ベイによる）、テクビル行進曲、シヴァストポル行進曲
- ラハトゥルエルヴァーフ（Rahatülervah）
- レハーヴィー（Rehavî）

### イランのダストガーフ（Dastgāh دستگاه）、アーヴァーズ（Āvāz）
イラン伝統音楽の旋法。7種類のダストガーと5種類の派生、アーヴァーズの全12種類がある。ダストは「手」、ガーはDogāhやSegāhのgāhと同じ。旋律型グーシェgushehを持つ。

#### ダストガーフ（Dastgāh）
- シュール（Shūr）
E(主音;シャーヘド),F+,G,A,B,C,D,E
- ナヴァー（Navā, ナヴァーはペルシア語で「旋律」を意味する。アラブのナワー、トルコのネヴァーの語源）
D,Eb(終止音;イースト;不安定に途切れる),F,G(主音;シャーヘド),A,Bb,C,D
- セガーフ（Segāh, セガーフはペルシア語で「第三番目」の意。アラブのスィカーフ、トルコのセギャーフの語源）
C,D,Eb(主音;シャーヘド),F,G,Ab,Bb(変化音;モテガイル音,狭い範囲で高低に動かし得る音),C
- チャハールガーフ（Chahārgāh, チャハールガーフはペルシア語で「第四番目」の意。トルコのチャハールギャーフの語源）
C(主音;シャーヘド),Db,E,F,G,Ab,B,C
- ラーストパンジュガーフ（Rāstpanjgāh, ラーストはペルシア語で「真なるもの」、パンジュガーフは「第五番目」を意味する。「第5度上のラースト」）
F(主音;シャーヘド),G,A,Bb,C,D,Eb,F
- マーフル（Māhur）
C(主音;シャーヘド),D,E,F,G,A(変化音,Abに変化する場合もある;モテガイル音,狭い範囲で高低に動かし得る音),B,C
ダストガーフ・マーフールに含まれる重要なグーシェ（gūshe）として次の名前が挙げられる。マーフル（もしくはダルアーマド Dar-āmad、高み）、ダード（Dād, 叫び）、ホスロヴァーニー（Khosrovāni, ホスロー王の旋律）、ヘサール（Hesār, 砦）、デルケシュ（Delkesh, 魅惑）、シェキャステ（Shekaste, 傷心）、アラーク（‘arāq, イラク）、ラーキ（Rāk, ラーガ）、サーキーナーメ（Sāqīnāme, 酔人の書）、スーフィーナーメ Sūfīnāme, 神秘主義者の書）
- ホマーユーン（Homāyūn）
G(主音),Ab,B,C,D,Eb,F,G

#### アーヴァーズ āvāz
- バヤーテ・エスファハーン（Bayāt-e Esfahān, エスファハーンのバヤート） - ホマーユーンから派生したものと考えられている。
C(主音;シャーヘド),D,Eb,F,G,Ab(終止音;イースト),B,C
- バヤーテ・トルク（Bayāt-e tork, トルコ人のバヤート） - シュールから派生したものと考えられている。
E,F+,G(主音;シャーヘド),A,B,C,D(終止音;イースト),E
音がEより下に行くことがない
- アブー・アター（Abu ‘atā） - シュールから派生したものと考えられている。
E,F+(終止音;イースト),G,A(主音;シャーヘド),B,C,D,E
あるいはE,F+(出発音アーガーズ＆終止音イースト),G,A(主音シャーヘド),B,C,D,Eとも。
- アフシャーリー（Afshāri, アフシャール部族） - シュールから派生したものと考えられている。
E,F+(終止音;イースト),G,A(主音;シャーヘド),Bb(変化音;モテガイル音),C,D,E
- ダシュティー（Dashti, 草原） - シュールから派生したものと考えられている。
E(終止音;イースト),F+,G(出発音;アーガーズ),A,B(あるいはBb,主音シャーヘド＆変化音モテガイル),C,D,E

### アゼルバイジャンのムガーム Mugām
アゼルバイジャンのムガームについては情報が少ないが、アゼルバイジャンの作曲家で、ショスタコーヴィチの弟子カラ・カラーエフ（バレエ音楽「雷の道」が有名）によればムガームとは「アゼルバイジャン特有の旋法の名称、またはその旋法を基とし、組曲と狂詩曲を結合したような構成を持つ楽曲形式の名称」と定義される。
7つの主要なムガームがあるとされ、
- マフル Makhour?
- セギャハ Seguiakh?（「3番目」の意）
- ラスト Rast
- バヤティ・シラズ Baiati-Chiraz?（「シラズの歌」の意）
- 他今のところ不明

### ウズベキスタンやタジキスタンのシャシュマカーム
シャシュマカーム（Shashmaqom、6つのマカームを意味する）は長大な一連の曲の集まり、組曲である。ラーストならラーストという「音階・旋法」で統一された声楽曲や器楽曲の集まり、そしてその体系である。音楽体系とも言い得る。

シャシュマカームには以下の6つの「旋法」があり、6つの長大な「曲群」にあたる。
- ブズルク（Buzruk） - 「大旋法」の意。
- ラースト（Rost） - 「真の旋法」の意。
- ナヴァー（Navo） - 「旋律的旋法」の意。
- ドゥガーフ（Dugokh） - 「第2旋法」の意。
- セガーフ（Segokh） - 「第3旋法」の意。
- イラーク（Irok） - 「イラクの旋法」の意。

17世紀ころにブハラやホラズムの宮廷音楽家によってかたちづくられていった。タスニフ（tasnif, テスニフとも）、タルジェ（tardzhe）、ガルドゥン（gardun）、ムハマス（mukhammas）、サキル（sakil）の5つの楽章からなるムシキロト（mushkilot, 「困難」の意、器楽部分）とサラフバル（sarakhbar）、タルキン（talkin）、ナスル（nasr）、ウファル（ufar）の4楽章からなるナスル（nasr, 「散文」の意、声楽部分）から構成されている。

### ウイグルのムカム音楽
ウイグル族のムカム（マカム、マカームとも）は長大な一連の曲の集まり。楽曲体系。音楽様式。「新疆のウイグルの大曲（ムカム）芸術」としてユネスコの無形文化遺産に登録されている。
10世紀から13世紀にかけて、突厥族の間でその基礎が固められ、14世紀になって天山山脈の南北の地方に広がり、15世紀には「ムカム」の語も、ムカムとしての構造も一応整ったといわれている。
ムカムを構造的にも不動のものとして確立させたのは、16世紀、ヤルカンド汗国の2代目の君主アブドヴァシデの妃、アマンニサが時の優れたムカムの演唱家、カディールと協力して、民間に散逸散在していたムカムのチョンラクマン（チョン・ナグマとも）、ダスタン、マイシュラップ（マシュラップとも）を整理し体系化したことに因るものとされている。（楽師伝 - ウイグルの古典音楽家の詳細について書いてある）
ウイグル族の住むそれぞれの都市に伝承されている。
- カシュガル・ムカム - 別名12ムカムとも。全部演奏するには1日かかるといわれている。
- ハミ・ムカム
- タラン・ムカム
- イリ・ムカム

ヤルカンドの近くにある小さな村（バスで大体1時間半程）、メリケット（メルキット）には12ムカムの古い形、12ムカムより歴史の古い？ドラン・ムカム Dollan Muqamが残っているという。
12ムカムの名前
アラブのマカームなどと、同じ様な名前が散見される。
- ラック RAK
- チャビアット CHABBIAT
- ムシャーヴラク MUSAVIRAK
- チャリガー CHARIGAH
ペルシア語（チャハールガーフ；「第4番目」の意）が語源?。イランのダストガーフにチャハールガーフ、東アラブ古典音楽のマカームにジハールカーフ、アルジェリアのトゥブーウにジャールカ、トルコのマカームにチャールギャーフ、イランのダストガーフにチャハールガーフがある。
- パンジガ PANJIGAH
ペルシャ語が語源?トルコのマカームにペンチギャーフ、イランのダストガーフにラーストパンジュガーフ、東アラブ古典音楽のマカームにパンジュガーフがある。
- オザール OZ'HAL
トルコのマカームにウッザールがある。
- アジェム AJAM
「ペルシャ人」の意。アラビア語が語源？チュニジアのトゥブーウにアジャム、トルコのマカームにアジェム、イラクのマカームにアジャムがある。
- ウッシャーク OSHSHAQ
トルコのマカームにウッシャーク、モロッコのトゥブーウにウッシャーク（アル・ウッシャーク）、チュニジアのトゥブーウにウッシャーク、サフィー・アッディーンの論文にマカーマート・ウッシャークがある。
- バヤット BAYAT
アラブのバヤーティーにあたる？トルコのマカームにベヤーティー、イランのアーヴァーズにバヤーテ・エスファハーン、バヤーテ・トルク、イラクのマカームにバヤートがある。
- ナーヴァ NAWA
「旋律」。ペルシャ語が語源。イランのダストガーフにナヴァー、チュニジアのトゥブーウにナワー、リビアのトゥブーウにナワー、サフィー・アッディーンの論文にマカーマート・ナヴァー、ジャミーの「音楽論（第1部作曲論）」に記述されているマカームにナヴァー、トルコのマカームにネヴァー、ウズベキスタンやタジキスタンのシャシュマカームにナヴァー（Navo）、東アラブ古典音楽のマカームにナワーがある。
- セガー SIGAH
「第3番目」。ペルシャ語が語源。イランのダストガーフにセガーフ、モロッコのトゥブーウにシーカ（アル・スィーカ）、アルジェリアのトゥブーウにシーカ、チュニジアのトゥブーウにシーカ（スィーカ）、リビアのトゥブーウにシーカ、トルコのマカームにセギャーフ、ウズベキスタンやタジキスタンのシャシュマカームにセガーフ（Segokh）、東アラブ古典音楽のマカームにシガーフ（スィカー、セガー、シカ）、イラクのマカームにスィガーフ、セガーフがある。
- イラーク IRAQ 
「イラク」の意。モロッコのトゥブーウにイラーク・アルアラブ、イラーク・アルアジャム、アルジェリアのトゥブーウにイラーク、チュニジアのトゥブーウにイラーク、リビアのトゥブーウにイラーク、サフィー・アッディーンの論文にマカーマート・イラーク、ジャミーの「音楽論（第1部作曲論）」に記述されているマカームにイラーク、トルコのマカームにウラーク、ウズベキスタンやタジキスタンのシャシュマカームにイラーク（Irok）がある。

ムカムの構造
ムカムとは楽曲の体系。曲の集合体。1ムカム分演奏すると大体2時間はかかる。12ムカム全てとなると、丸々1日はかかる。12ムカム全曲を聴ける機会は今日はまずない。大概はあるムカムのごく一部を断片的に演奏したりする場合がほとんどで、それも合奏ではなく、単独楽器で演奏されたり、多少演奏されやすく手が加えられた簡易版を演奏する場合も多い。経験をつんだウイグルの音楽家でも、1ムカム分を覚えるのは至難の業で、12ムカムの内1ムカムだけでも覚えて演奏出来れば賞賛に値するとされる。東アラブ古典音楽における「ワスラ」、トルコにおける「ファスル」といった組曲形式（あるいは組歌形式；いくつもの声楽・器楽曲を集めたもの。能でいう「番組」）にあたる？また西アラブ古典音楽における「ヌーバ」、「マアルーフ」、ウズベキスタンやタジキスタンにおける「シャシュマコーム；6つのマコーム」も曲の集合体というので、ムカムに似ているかもしれない。イランにおける「ラディーフ」も同様のもの？
- チョン・ナグマ部 Chon Naghma  
チョンは「大きな」という意味。ナグマは「楽曲」（アラビア語のナグマ；旋律の意；が語源？）。字句通り、かなり規模が大きく、中は細部に分かれている。ムカムによっては、チョン・ナグマ部に含まれるヌスカがなかったり、ジュラがなかったりもする
  - バス・ムカム Bas muqam  
バス・ムカムは、ちょうど1つのムカムの序奏部に当たるところで、拍子がなく、浪々と語られる感じでうたわれる。この部分だけで延々何分もある。アラブのタクスィーム（マカームに基づいた器楽の即興演奏）、ラヤーリー（マカームに基づいた声楽の即興演奏）にあたる？
  - ヌスカ Nuska
ヌスカは、アラビア語が語源。ムカムによってはない場合もある。
  - タイゼ Tazi 
タイゼも、アラビア語が語源。
  - サリクァ Saliqa
  - ジュラ Jula
ムカムによってはない場合もある。
  - セネム Senam
  - タキット Takit
- ダスタン部分 Dastan 
ダスタンは物語、叙事詩を意味する。（中央アジアのトゥルクメニスタンには「デスタン」と呼ばれる物語の弾き語りがある[8]。）
ダスタン部も、マシュラップ部と同様に第2ダスタンまでだけのムカムがあったり、第7ダスタンまであるものがあったり、と曲数は様々。
チャビアットムカムのダスタンは非常に長い時間を要するため、最近では第1ダスタンのみ演奏し終わらせることが多い。（本当は第2ダスタン、マシュラップ・・・と、曲が続いている）
  - 第1ダスタン
  - 第2ダスタン
  - 第3ダスタン
- マシュラップ部 Mesrap 
第2マシュラップまでだけのムカムがあったり、第7マシュラップまであるものがあったり、と曲数は様々。マシュラップはチョン・ナグマやダスタンよりも、歌詞が大衆的に書かれているせいなのか、ウイグルの祭りや収穫の時期などに、これ単独で演奏され、踊りの曲として使用される場合が多い。基本的にマシュラップは、第1マシュラップが8分の7拍子となっているものがほとんどで、第2、第3マシュラップとなるに連れ、2拍子系の拍子に変化していき、テンポも段々と速くなって行く。全てのマシュラップの最後には、最初の序奏バス・ムカームを連想させる無拍子の旋律が奏され終了する。形式が明確なのも特徴。
  - 第1マシュラップ
  - 第2マシュラップ
  - 第3マシュラップ

名前はチョンラクマン、ダスタン、マイシュラップとも。

### モーリタニアのムーア古典音楽で使われるブハール
モーリタニアには、ブハール（複数形はブフール）と呼ばれる「旋法」のようなものが30以上存在する。
- カール Karr・・・楽しみ、喜びを表現
- ファーグ・・・勇気、力、誇りを表現（戦争）
- バイギ Baigi・・・憧憬、憂愁、悲嘆を表現

### インド音楽との関わり
ヒンドゥースターニー音楽（北インド古典音楽）には、ペルシャやアラビアから来たといわれるラーガ、ヘセイニ(Heseini)、ヘジャス(Hejaz)、カフィ(Kafi)、バハル(Bahar)等がある。
- フセーニー・カーンナラー[10](Huseni Kanhara) - 上行CDEb,FGA,BbC/下降CABbG,FG,EbFD,C
- ヒジャーズ[11](Hijaz) - 上行CDEFGAbBbC/下降CBbAbG,F,EFG,DbC

#### 西北インド、カシミール地方のマカーム
カシミールのスーフィー音楽ではマカームという言葉が使われる。ただしマカーム・トーディーなどと言い実態はマカームの伝統より北インドのラーガの伝統に近い。（トーディーは北インド、ヒンドゥースターニー音楽でよく使われるラーガの一つ。）いずれにせよこれらはインドの異端の響きである。

## 参考資料
- 『音楽大事典』（平凡社）
  - 柘植元一「西アジア」
  - 森田稔「中央アジア」
  - 柘植元一「マカーム」
  - 柘植元一「アフリカ（マグレブ）」
- 『民族音楽大集成』（50枚組レコード集、キングレコード、1981年3月）
  - 小泉文夫「解説書」74～77ページ
- 『ラルース世界音楽事典』（福武書店）
  - J.-C.C.「マカーム」
  - J.-C.C.「アラブ」
  - J.-C.C.「イラク」
- サラーフ・アルマハディ『アラブ音楽－構造・歴史・楽器学・古典39譜傍付』（松田嘉子訳、PASTORALE、1998年)
- ポール・コラール、ユルゲン・エルスナー『人間と音楽の歴史　北アフリカ』（音楽之友社）
- 粟倉宏子「シリア正教会：聖餐式の音組織」・・・「諸民族の音－小泉文夫先生追悼論文集」所収、661ページ、編集委員会　編、音楽之友社、昭和61年第1刷
- B.C.デーヴァ「インド音楽序説」（中川博志訳）東方出版、1994年
- Rodolphe d'Erlanger, La musique arabe 第5巻、第6巻
- Mahmoud Guettat, La musique classique du Maghreb, Sindbad, 1980.
- Cameron Powers: Arabic Musical Scales – Basic Maqam Notation. GL, Boulders CO, ISBN 0-9745882-4-5.
- Kurt u. Ursula Reinhard: Musik der Türkei. Bd. 1: Die Kunstmusik. Heinrichshofen, Wilhelmshaven 1984.
- Marius Schneider: Raga – Maqam – Nomos. In: Die Musik in Geschichte und Gegenwart. Band 10. Kassel 1962, S. 1864–1868.
- el-Mahdi, Salah (1972). La musique arabe : structures, historique, organologie. Paris, France: Alphonse Leduc, Editions Musicales. ISBN 2-85689-029-6.
- Lagrange, Frédéric (1996). Musiques d'Égypte. Cité de la musique / Actes Sud. ISBN 2-7427-0711-5.
- Marcus, Scott Lloyd (1989). Arab music theory in the modern period (Ph.D. dissertation). Los Angeles: University of California. OCLC 20767535.
- Racy, Ali Jihad (2003). Making Music in the Arab World: The Culture and Artistry of Ṭarab. Publisher: Cambridge ; New York: Cambridge University Press. ISBN 0-521-30414-8.
- Maalouf, Shireen (2002). History of Arabic music theory. Lebanon: Université Saint-Esprit de Kaslik. OCLC 52037253.